# Marquez Valdes-Scantling
Marquez Reshard Valdes-Scantling (St. Petersburg, 10 ottobre 1994) è un giocatore di football americano statunitense che milita nel ruolo di wide receiver per i Seattle Seahawks della National Football League (NFL).

## Carriera

### Green Bay Packers
Valdes-Scantling fu scelto dai Green Bay Packers nel corso del quinto giro (174º assoluto) del Draft NFL 2018. Debuttò nella settimana 1 contro i Chicago Bears ritornando un kickoff per 21 yard nella vittoria per 24–23. La sua prima ricezione fu la partita successiva contro i Minnesota Vikings. Disputò la prima gara come titolare al posto dell'infortunato Randall Cobb nella settimana 4 contro i Buffalo Bills, ricevendo un passaggio da 38 yard. Sette giorni dopo, sempre al posto di Cobb, segnò il suo primo touchdown. La sua stagione da rookie si chiuse con 38 ricezioni per 581 yard (settimo tra i debuttanti della NFL) e 2 touchdown.
Nella settimana 3 della stagione 2019 contro i Denver Broncos, Valdes-Scantling ricevette 6 passaggi per 99 yard e segnò il primo TD stagionale nella vittoria per 27–16. Nella settimana 7 contro gli Oakland Raiders ricevette 2 passaggi per 133 yard, incluso un touchdown da 74 yard, nella vittoria per 42–24. La sua seconda stagione si chiuse con 26 ricezioni per 452 yard e 2 marcature.
Nel 2020 Valdes-Scantling guidò la NFL in yard per ricezione (20,9). Nella finale della NFC guidò la sua squadra con 115 yard ricevute e un touchdown ma i Packers furono eliminati dai Tampa Bay Buccaneers a un passo dal Super Bowl.

### Kansas City Chiefs
Il 24 marzo 2022 Valdes-Scantling firmò un contratto triennale da 30 milioni di dollari con i Kansas City Chiefs. Nel divisional round dei playoff segnò un touchdown su una ricezione da 6 yard nella vittoria sui Jacksonville Jaguars. Andò a segno anche la settimana successiva nella finale della AFC vinta contro i Cincinnati Bengals che portò i Chiefs al Super Bowl. La sua gara si concluse guidando la squadra con 116 yard ricevute. Nel Super Bowl LVII Kansas City batté i Philadelphia Eagles, facendo conquistare a Valdes-Scantling il suo primo anello.
Valdes-Scantling ricevette un minimo in carriera di 21 passaggi per 315 yard e un touchdown nella stagione regolare 2023. Nella finale della AFC contro i Baltimore Ravens ricevette un passaggio da 32 yard su una situazione di terzo down a due minuti dal termine, permettendo ai Chiefs di esaurire il tempo sul cronometro e di battere i Ravens 17–10. Nel Super Bowl LVIII, Valdes-Scantling ebbe tre ricezioni per 20 yard e un touchdown nella vittoria per 25–22 sui San Francisco 49ers.
Il 28 febbraio 2024 Valdez-Scantling fu svincolato.

### Buffalo Bills
Il 14 maggio 2024 Valdes-Scantling firmó un contratto di un anno con i Buffalo Bills. Il 15 ottobre 2024 fu svincolato dopo l'acquisizione del ricevitore Amari Cooper in uno scambio con i Cleveland Browns. Con i Bills fece registrare solamente due ricezioni. 

### New Orleans Saints
Il 21 ottobre 2024 Valdes-Scantling firmó con i New Orleans Saints. Nella settimana 10 ricevette 109 yard e 2 touchdown dal quarterback Derek Carr nella vittoria sugli Atlanta Falcons.

### Seattle Seahawks
Il 12 marzo 2025 Valdes-Scantling firmò un contratto di un anno del valore di 5,5 milioni di dollari con i Seattle Seahawks.

## Palmarès
- Super Bowl : 2

Kansas City Chiefs: LVII, LVIII
- American Football Conference Championship: 2

Kansas City Chiefs: 2022, 2023